# Glotocídio
Glotocídio é um termo que deriva da junção das palavras "gloto" [grego], referente a língua ou linguagem, e "cídio" [latim], referente a assassinato ou extermínio. O glotocídio remete à prática deliberada de erradicar ou suprimir uma língua ou conjunto de línguas e caracteriza-se como um fenômeno consequente do genocídio, no qual ocorre um processo de morte e extinção de uma língua. Apesar de pouco mencionado, o fenômeno do glotocídio foi numeroso na história e muito potencializado nos processos de colonização. No caso do Brasil, por exemplo, sobreviveram apenas 20% das línguas que o país tinha em 1500, antes do período de colonização portuguesa. É estimado que das mais de 1000 línguas faladas em 1500, cerca de apenas 170 sobreviveram até o início do século XXI, muitas, inclusive, em situação de desaparecimento. Um dos casos mais conhecidos de glotocídio é a extinção da Língua geral amazônica, que teve origem a partir do genocídio dos povos indígenas em Belém e das políticas de imigração de portugueses para o Estado.